# Parlamentní volby ve Španělsku 2015

Rozdělení mandátů v Kongresu poslanců po volbách 2015. Zleva dole: EH Bildu, IU-UPeC, PODEMOS, ERC-CATSÍ, PSOE, EAJ-PNV, CCa-PNC, C's, DL, PP.

Rozdělení mandátů v Senátu po volbách 2015.

Parlamentní volby ve Španělsku 2015 se konaly v neděli 20. prosince 2015. Ve volbách se obsazovalo všech 350 křesel v Kongresu poslanců a 208 z 266 křesel v Senátu. Volby se konaly čtyři roky a jeden měsíc od voleb 2011, čímž se jednalo o nejdelší mezivolební období od přechodu k demokracii.
Vládní Lidová strana (PP), vedená premiérem Marianem Rajoyem, obhajovala svou vládní pozici, zatímco Španělská socialistická dělnická strana (PSOE) se po čtyřech letech v opozici snažila vrátit k moci. S tradičním stranickým systém se pokusily zatřást dvě nové strany, Podemos a Ciudadanos, které dříve v roce 2015 uspěly v regionálních volbách.
Nejvíce hlasů obdržela vládní Lidová strana (28,7 %), zároveň se však jednalo o její nejhorší výsledek od roku 1989 a oproti volbám 2011 ztratila 16 % hlasů. Na druhém místě se umístili socialisté, kteří získali 22 % hlasů. V jejich případě se jednalo o nejhorší výsledek v popřechodovém období. Třetí místo obsadila nová levicová strana Podemos se ziskem 20,6 % hlasů. Na čtvrtém místě se umístili noví Ciudadanos (13,9 % hlasů).
Volební výsledky zapříčinily neobvyklou fragmentarizaci parlamentu. První dvě strany společně získaly jen 123 mandátů (ve srovnání s předchozím minimem z roku 1996, kdy měly 156 mandátů). Třetí strana naopak získala neuvěřitelných 69 mandátů (do té doby byl rekord 23 mandátů, kterých třetí strana dosáhla v roce 1979). Rozdrobení parlamentu způsobilo nesnáze v utváření koalice a přerušilo tradici jednobarevných vlád. Po volbách se nepodařilo sestavit funkční vládu a v květnu 2016 byly vypsány nové volby, které se konaly na konci června 2016.

## Monarchie
Monarchie se dostala pod veřejnou kontrolu v důsledku korupčního skandálu, který zasáhl vévodu z Palmy Iñakiho Urdangarína a jeho manželku Cristinu de Borbón, španělskou infantku a dceru krále Juana Carlose I., v rámci případu Nóos za možné daňové podvody a praní špinavých peněz. Tyto korupční obvinění, spolu s dalšími skandály – jako například veřejné pobouření nad cestou krále Juana Carlose na lov slonů do Botswany v době vrcholící ekonomické krize v roce 2012 – a také jeho vlastní zdravotní problémy, vážně oslabily popularitu španělské královské rodiny mezi Španěly a údajně si vybraly svou daň na panovníkovi, který v červnu 2014 oznámil svou abdikaci ve prospěch svého syna Felipeho, který se stal Filipem VI. Španělským.

## Průzkumy
Předvolební průzkumy dlouhodobě ukazovaly tradiční dominanci zavedených stran PP a PSOE, které však začaly prudce ztrácet podporu v roce 2012. Roli hrála mimo jiné špatná ekonomická situace, která zapříčina i protesty z roku 2011. Vldání PP po svém vítězství ve volbách 2011 učinila obrat a namísto slibovaného snížení daní, je naopak zvýšila, tím prudce přišla o podporu. Levicová PSOE, jež vládla v letech 2008 až 2011, tedy v nepopulárních letech ekonomické krize, jen dále ztrácela. V roce 2014 bylo založeno alternativní antikapitalistické levicové hnutí Podemos, které protestovalo proti úsporným opatřením a nezaměstnanosti. V průzkumech začalo ihned strmě stoupat, v červnu se stalo třetí a v prosinci 2014 dokonce druhou nejsilnější stranou. V lednu a únoru 2015 se s PP dělilo o první místo. Avšak vlna podpory rychle opadla a od března 2015 začalo hnutí ztrácet. Novým černým koněm se stala liberální strana Ciudadanos, která měla v říjnu 2015 vyšší podporu než Podemos. Nicméně i Ciudadanos začali náhle ztrácet a v posledních průzkumech z prosince 2015 situace odpovídala konečným výsledkům voleb.

## Výsledky
Lidová strana (PP) v Kongresu obdržela 123 mandátů, socialisté (PSOE) 90 mandátů, Podemos 69 mandátů, Ciudadanos 40 mandátů. Kvůli složitému systému regionů a voleb poté tradičně několik stran získalo zcela odlišné zastoupení na počet hlasů. Celostátní Sjednocená levice (IU-UP) získala za 923 000 hlasů jen 2 mandáty. Naproti tomu regionální ERC-Cat Sí obdržela s 600 000 hlasy 9 mandátů. Strana PACMA neobdržela za 219 000 hlasů žádný mandát, ale regionální baskická strana EH Bildu za stejný počet hlasů získala mandáty dva. V grafu níže je dvanáct nejúspěšnějších uskupení, přesto strany PACMA a UPyD neobdržely mandát, ostatní uvedené, získaly alespoň jeden.

### Graf Kongres poslanců
| \| Výsledky voleb do Kongresu poslanců \| Výsledky voleb do Kongresu poslanců \| Výsledky voleb do Kongresu poslanců \| Výsledky voleb do Kongresu poslanců \| Výsledky voleb do Kongresu poslanců \| \| --------------------------------------------------------------------------------------------------------------------------------------------- \| ----------------------------------- \| ----------------------------------- \| ----------------------------------- \| ----------------------------------- \| \| strana \| \| \| \| procento hlasů \| \| PP \| PP \| \| 28,72 % \| 28,72 % \| \| PSOE \| PSOE \| \| 22,01 % \| 22,01 % \| \| Podemos \| Podemos \| \| 20,66 % \| 20,66 % \| \| C's \| C's \| \| 13,93 % \| 13,93 % \| \| IU-UP \| IU-UP \| \| 3,67 % \| 3,67 % \| \| ERC-Cat Sí \| ERC-Cat Sí \| \| 2,39 % \| 2,39 % \| \| DiL \| DiL \| \| 2,25 % \| 2,25 % \| \| EAJ-PNV \| EAJ-PNV \| \| 1,20 % \| 1,20 % \| \| PACMA \| PACMA \| \| 0,87 % \| 0,87 % \| \| EH Bildu \| EH Bildu \| \| 0,87 % \| 0,87 % \| \| UPyD \| UPyD \| \| 0,61 % \| 0,61 % \| \| CC-PNC \| CC-PNC \| \| 0,33 % \| 0,33 % \| \| Volební účast: 73,20 % voličů Žádná jiná strana nezískala mandát ani nepřekročila podíl 0,3 % hlasů. Zdroj: Španělské ministerstvo vnitra[7]. \| \| \| \| \| |            |  |         |                |
| Výsledky voleb do Kongresu poslanců |            |  |         |                |
| strana |            |  |         | procento hlasů |
| PP | PP         |  | 28,72 % | 28,72 %        |
| PSOE | PSOE       |  | 22,01 % | 22,01 %        |
| Podemos | Podemos    |  | 20,66 % | 20,66 %        |
| C's | C's        |  | 13,93 % | 13,93 %        |
| IU-UP | IU-UP      |  | 3,67 %  | 3,67 %         |
| ERC-Cat Sí | ERC-Cat Sí |  | 2,39 %  | 2,39 %         |
| DiL | DiL        |  | 2,25 %  | 2,25 %         |
| EAJ-PNV | EAJ-PNV    |  | 1,20 %  | 1,20 %         |
| PACMA | PACMA      |  | 0,87 %  | 0,87 %         |
| EH Bildu | EH Bildu   |  | 0,87 %  | 0,87 %         |
| UPyD | UPyD       |  | 0,61 %  | 0,61 %         |
| CC-PNC | CC-PNC     |  | 0,33 %  | 0,33 %         |
| Volební účast: 73,20 % voličů Žádná jiná strana nezískala mandát ani nepřekročila podíl 0,3 % hlasů. Zdroj: Španělské ministerstvo vnitra. |            |  |         |                |

### Graf Senát
| \| Výsledky voleb do Senátu \| Výsledky voleb do Senátu \| Výsledky voleb do Senátu \| Výsledky voleb do Senátu \| Výsledky voleb do Senátu \| \| --------------------------------- \| ------------------------ \| ------------------------ \| ------------------------ \| ------------------------ \| \| strana \| \| \| \| procento hlasů \| \| PP \| PP \| \| 54,51 % \| 54,51 % \| \| PSOE \| PSOE \| \| 24,81 % \| 24,81 % \| \| Podemos \| Podemos \| \| 8,65 % \| 8,65 % \| \| DiL \| DiL \| \| 4,89 % \| 4,89 % \| \| ERC-Cat Sí \| ERC-Cat Sí \| \| 2,63 % \| 2,63 % \| \| EAJ-PNV \| EAJ-PNV \| \| 2,63 % \| 2,63 % \| \| CC-PNC \| CC-PNC \| \| 0,75 % \| 0,75 % \| \| Cambio-Aldaketa \| Cambio-Aldaketa \| \| 0,38 % \| 0,38 % \| \| ASG \| ASG \| \| 0,38 % \| 0,38 % \| \| Volební účast: 71,88 % voličů[7]. \| \| \| \| \| |                 |  |         |                |
| Výsledky voleb do Senátu |                 |  |         |                |
| strana |                 |  |         | procento hlasů |
| PP | PP              |  | 54,51 % | 54,51 %        |
| PSOE | PSOE            |  | 24,81 % | 24,81 %        |
| Podemos | Podemos         |  | 8,65 %  | 8,65 %         |
| DiL | DiL             |  | 4,89 %  | 4,89 %         |
| ERC-Cat Sí | ERC-Cat Sí      |  | 2,63 %  | 2,63 %         |
| EAJ-PNV | EAJ-PNV         |  | 2,63 %  | 2,63 %         |
| CC-PNC | CC-PNC          |  | 0,75 %  | 0,75 %         |
| Cambio-Aldaketa | Cambio-Aldaketa |  | 0,38 %  | 0,38 %         |
| ASG | ASG             |  | 0,38 %  | 0,38 %         |
| Volební účast: 71,88 % voličů. |                 |  |         |                |

## Povolební vývoj
Kvůli neobvykle rozděleným podílům stran, které znamenaly konec jednobarevných, třebaže často menšinových, vlád, došlo k zablokování sestavení funkční vlády. Prvním pokusem byl v lednu 2016 pověřen dosavadní premiér a předseda vítězné Lidové strany Mariano Rajoy, který však králi sdělil, že nedisponuje většinou k vytvoření vlády. Přesto trval na tom, že i v mezidobí nadále povede svou vládu, která se k moci dostala po volbách 2011. Druhý pokus byl na začátku února 2016 svěřen předsedovi druhých socialistů z PSOE Pedru Sanchezovi. Sanchez přišel s plánem koaliční vlády PSOE a nováčků Ciudadanos. Avšak v březnu tento model nezískal dostatečnou podporu v parlamentu (potřebovaly 176 hlasů a společně daly dohromady jen 130). Stranám rychle běžel čas na sestavení nové vlády. Ten skončil na začátku května 2016. Na začátku května tak byly vypsány další volby na 26. června 2016.

## Volební mapy

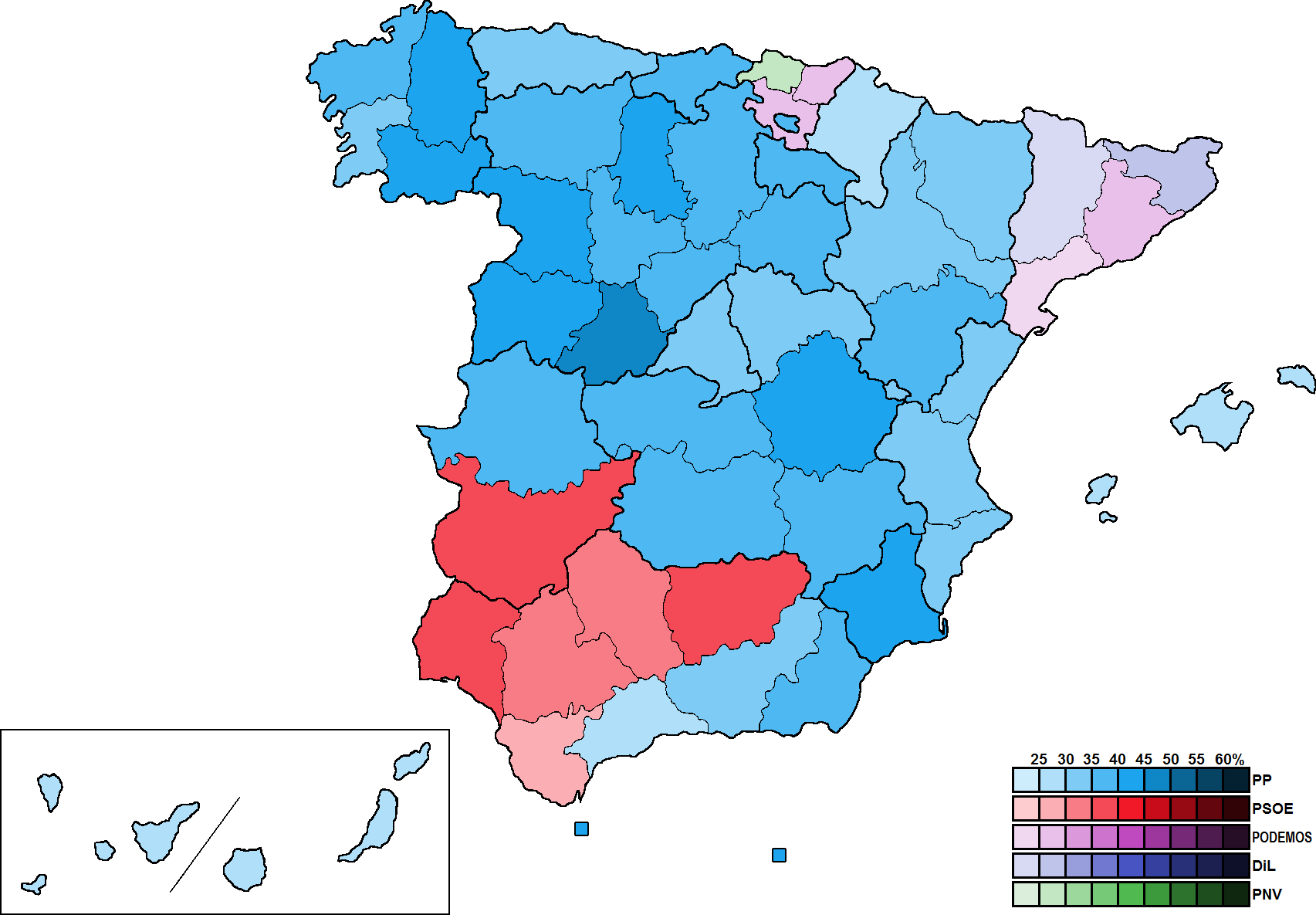
Podílové výsledky dle volebních obvodů.
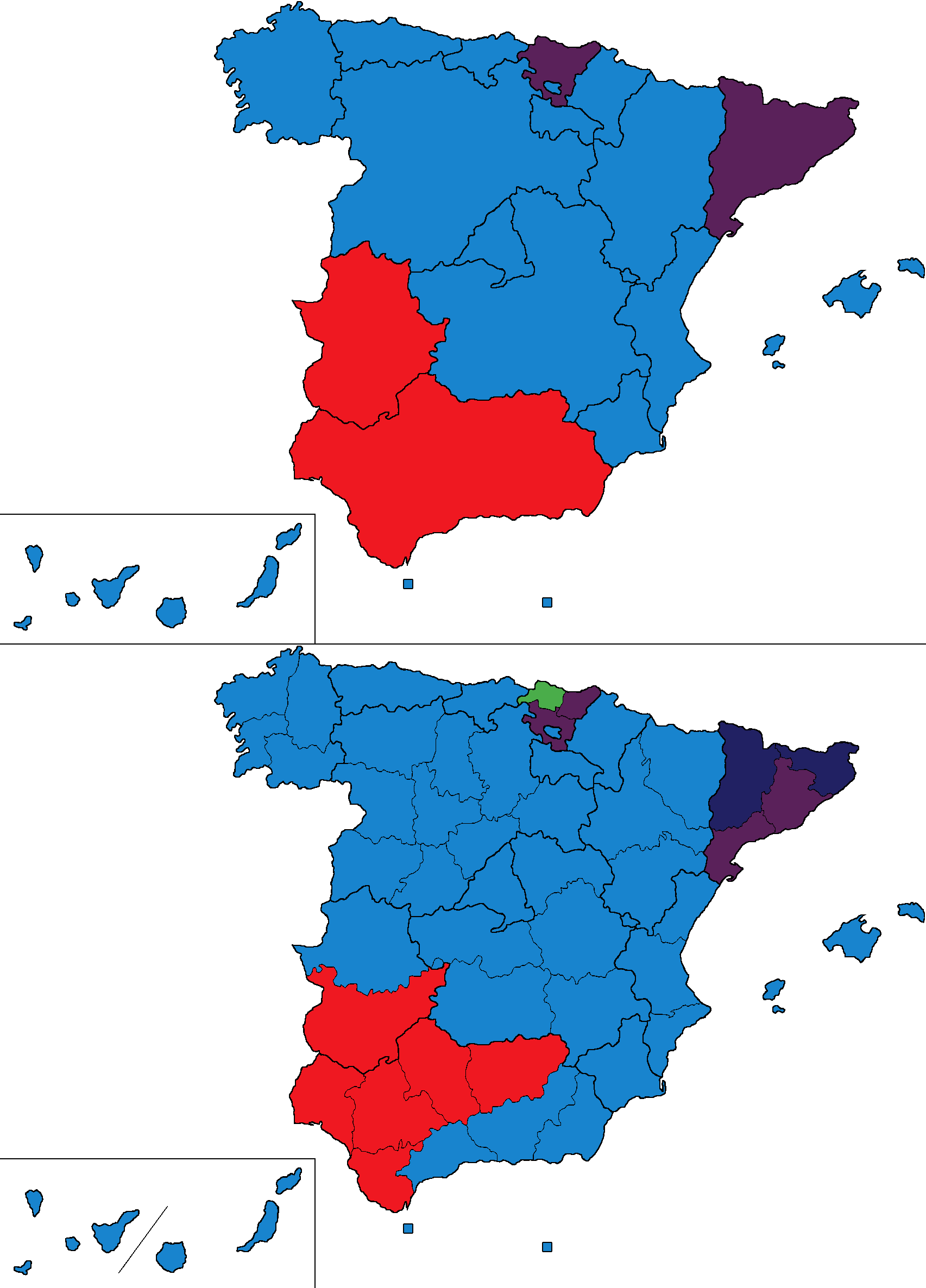
Volební mapy dle autonomních oblastí a provincií.
Regionální koalice Lidové strany (PP).
Regionální koalice Socialistické strany (PSOE).
Regionální koalice Podemos.
Regionální koalice Lidového sjednocení (UP).